# Hobart International
El torneig de Hobart, també conegut com a Hobart International, és un torneig professional de tennis que es disputa sobre pista dura. Actualment pertany als International Tournaments del circuit WTA femení i se celebra al Hobart International Tennis Centre de Hobart, Austràlia, a principis d'any.
Creat l'any 1994, va entrar en la categoria Tier IV del circuit femení de tennis professional com un dels torneigs de preparació per l'Obert d'Austràlia. Inicialment fou patrocinat per Australia and New Zealand Banking Group (ANZ), fins a l'any 2013 va tenir per patrocinador la bodega australiana Moorilla Estate (Moorilla Hobart International).

## Palmarès

### Individual femení
| Any               | Campiona                                          | Finalista                                         | Resultat                                          |
| ----------------- | ------------------------------------------------- | ------------------------------------------------- | ------------------------------------------------- |
| WTA 250           |                                                   |                                                   |                                                   |
| 2025              | McCartney Kessler                                 | Elise Mertens                                     | 6−4, 3−6, 6−0                                     |
| 2024              | Emma Navarro                                      | Elise Mertens                                     | 6−1, 4−6, 7−5                                     |
| 2023              | Lauren Davis                                      | Elisabetta Cocciaretto                            | 7−6(0), 6−2                                       |
| 2022              | Torneig suspès a causa de la pandèmia de COVID-19 | Torneig suspès a causa de la pandèmia de COVID-19 | Torneig suspès a causa de la pandèmia de COVID-19 |
| 2021              | Torneig suspès a causa de la pandèmia de COVID-19 | Torneig suspès a causa de la pandèmia de COVID-19 | Torneig suspès a causa de la pandèmia de COVID-19 |
| WTA International |                                                   |                                                   |                                                   |
| 2020              | Ielena Ribàkina                                   | Zhang Shuai                                       | 7−6(7), 6−3                                       |
| 2019              | Sofia Kenin                                       | Anna Karolína Schmiedlová                         | 6−3, 6−0                                          |
| 2018              | Elise Mertens (2)                                 | Mihaela Buzărnescu                                | 6−1, 4−6, 6−3                                     |
| 2017              | Elise Mertens                                     | Monica Niculescu                                  | 6−3, 6−1                                          |
| 2016              | Alizé Cornet                                      | Eugenie Bouchard                                  | 6−1, 6−2                                          |
| 2015              | Heather Watson                                    | Madison Brengle                                   | 6−3, 6−4                                          |
| 2014              | Garbiñe Muguruza                                  | Klára Zakopalová                                  | 6−4, 6−0                                          |
| 2013              | Ielena Vesninà                                    | Mona Barthel                                      | 6−3, 6−4                                          |
| 2012              | Mona Barthel                                      | Yanina Wickmayer                                  | 6−1, 6−2                                          |
| 2011              | Jarmila Groth                                     | Bethanie Mattek-Sands                             | 6−4, 6−3                                          |
| 2010              | Alona Bondarenko                                  | Shahar Pe'er                                      | 6−2, 6−4                                          |
| 2009              | Petra Kvitova                                     | Iveta Benešová                                    | 7−5, 6−1                                          |
| WTA Tier IV       |                                                   |                                                   |                                                   |
| 2008              | Eleni Daniïlidu                                   | Vera Zvonariova                                   | Renúncia                                          |
| 2007              | Anna Txakvetadze                                  | Vasilisa Bardina                                  | 6−3, 7−6(3)                                       |
| 2006              | Michaëlla Krajicek                                | Iveta Benešová                                    | 6−2, 6−1                                          |
| 2005              | Jie Zheng                                         | Gisela Dulko                                      | 6−2, 6−0                                          |
| 2004              | Amy Frazier                                       | Shinobu Asagoe                                    | 6−3, 6−3                                          |
| 2003              | Alicia Molik                                      | Amy Frazier                                       | 6−2, 4−6, 6−4                                     |
| 2002              | Martina Suchá                                     | Anabel Medina Garrigues                           | 7−6(7), 6−1                                       |
| 2001              | Rita Grande                                       | Jennifer Hopkins                                  | 0−6, 6−3, 6−3                                     |
| 2000              | Kim Clijsters                                     | Chanda Rubin                                      | 2−6, 6−2, 6−2                                     |
| 1999              | Chanda Rubin                                      | Rita Grande                                       | 6−2, 6−3                                          |
| 1998              | Patty Schnyder                                    | Dominique van Roost                               | 6−3, 6−2                                          |
| 1997              | Dominique van Roost                               | Marianne Werdel Witmeyer                          | 6−3, 6−3                                          |
| 1996              | Julie Halard-Decugis                              | Mana Endo                                         | 6−1, 6−2                                          |
| 1995              | Leila Meskhi                                      | Li Fang                                           | 6−2, 6−3                                          |
| 1994              | Mana Endo                                         | Rachel McQuillan                                  | 6−1, 6−7(1), 6−4                                  |

### Dobles femenins
| Any               | Campiones                                         | Finalistes                                        | Resultat                                          |
| ----------------- | ------------------------------------------------- | ------------------------------------------------- | ------------------------------------------------- |
| WTA 250           |                                                   |                                                   |                                                   |
| 2025              | Jiang Xinyu Wu Fang-hsien                         | Monica Niculescu Fanny Stollár                    | 6−1, 7−6(6)                                       |
| 2024              | Chan Hao-ching Giuliana Olmos                     | Guo Hanyu Jiang Xinyu                             | 6−3, 6−3                                          |
| 2023              | Kirsten Flipkens Laura Siegemund                  | Viktorija Golubic Panna Udvardy                   | 6−4, 7−5                                          |
| 2022              | Torneig suspès a causa de la pandèmia de COVID-19 | Torneig suspès a causa de la pandèmia de COVID-19 | Torneig suspès a causa de la pandèmia de COVID-19 |
| 2021              | Torneig suspès a causa de la pandèmia de COVID-19 | Torneig suspès a causa de la pandèmia de COVID-19 | Torneig suspès a causa de la pandèmia de COVID-19 |
| WTA International |                                                   |                                                   |                                                   |
| 2020              | Nadia Kitxenok Sania Mirza                        | Peng Shuai Zhang Shuai                            | 6−4, 6−4                                          |
| 2019              | Latisha Chan Chan Hao-ching                       | Kirsten Flipkens Johanna Larsson                  | 6−3, 3−6, [10−6]                                  |
| 2018              | Elise Mertens Demi Schuurs                        | Liudmila Kitxenok Makoto Ninomiya                 | 6−2, 6−2                                          |
| 2017              | Raluca Olaru Olga Savchuk                         | Gabriela Dabrowski Yang Zhaoxuan                  | 0−6, 6−4, [10−5]                                  |
| 2016              | Han Xinyun Christina McHale                       | Kimberly Birrell Jarmila Wolfe                    | 6−3, 6−0                                          |
| 2015              | Kiki Bertens Johanna Larsson                      | Vitalia Diatchenko Monica Niculescu               | 7−5, 6−3                                          |
| 2014              | Monica Niculescu Klára Zakopalová                 | Lisa Raymond Zhang Shuai                          | 6−2, 6−7(5), [10−8]                               |
| 2013              | Garbiñe Muguruza María Teresa Torró Flor          | Tímea Babos Mandy Minella                         | 6−3, 7−6(5)                                       |
| 2012              | Irina-Camelia Begu Monica Niculescu               | Chuang Chia-jung Marina Erakovic                  | 6−7(4), 7−6(4), [10−5]                            |
| 2011              | Sara Errani Roberta Vinci                         | Katerina Bondarenko Līga Dekmeijere               | 6−3, 7−5                                          |
| 2010              | Chuang Chia-jung Květa Peschke                    | Chan Yung-jan Monica Niculescu                    | 3−6, 6−3, [10−7]                                  |
| 2009              | Gisela Dulko Flavia Pennetta                      | Alona Bondarenko Katerina Bondarenko              | 6−2, 7−6(4)                                       |
| WTA Tier IV       |                                                   |                                                   |                                                   |
| 2008              | Anabel Medina Garrigues Virginia Ruano Pascual    | Eleni Daniïlidu Jasmin Woehr                      | 6−2, 6−4                                          |
| 2007              | Elena Likhovtseva Ielena Vesninà                  | Anabel Medina Garrigues Virginia Ruano Pascual    | 2−6, 6−1, 6−2                                     |
| 2006              | Emilie Loit Nicole Pratt                          | Jill Craybas Jelena Kostanic                      | 6−2, 6−1                                          |
| 2005              | Yan Zi Zheng Jie                                  | Anabel Medina Garrigues Dinara Safina             | 6−4, 7−5                                          |
| 2004              | Shinobu Asagoe Seiko Okamoto                      | Els Callens Barbara Schett                        | 2−6, 6−4, 6−3                                     |
| 2003              | Cara Black Elena Likhovtseva (2)                  | Barbara Schett Patricia Wartusch                  | 7−5, 7−6(1)                                       |
| 2002              | Tathiana Garbin Rita Grande                       | Catherine Barclay-Reitz Christina Wheeler         | 6−2, 7−6(3)                                       |
| 2001              | Cara Black Elena Likhovtseva                      | Ruxandra Dragomir Virginia Ruano Pascual          | 6−4, 6−1                                          |
| 2000              | Rita Grande Emilie Loit                           | Kim Clijsters Alicia Molik                        | 6−2, 2−6, 6−3                                     |
| 1999              | Mariaan de Swardt Elena Tatarkova                 | Alexia Dechaume Emilie Loit                       | 6−2, 6−2                                          |
| 1998              | Virginia Ruano Pascual Paola Suárez               | Julie Halard-Decugis Janette Husarova             | 7−6(6), 6−3                                       |
| 1997              | Naoko Kijimuta Nana Miyagi                        | Barbara Rittner Dominique Monami                  | 6−3, 6−1                                          |
| 1996              | Yayuk Basuki Kyoko Nagatsuka                      | Kerry-Anne Guse Park Sung-hee                     | 7−6(7), 6−3                                       |
| 1995              | Kyoko Nagatsuka Ai Sugiyama                       | Manon Bollegraf Larisa Neiland                    | 2−6, 6−4, 6−2                                     |
| 1994              | Linda Wild Chanda Rubin                           | Jenny Byrne Rachel McQuillan                      | 7−5, 4−6, 7−6(1)                                  |